# Stigmina juniperina
Stigmina juniperina är en svampart som först beskrevs av Georgescu & Badea, och fick sitt nu gällande namn av M.B. Ellis 1959. Enligt Catalogue of Life ingår Stigmina juniperina i släktet Stigmina,  och familjen Mycosphaerellaceae, men enligt Dyntaxa är tillhörigheten istället släktet Mycosphaerella,  och familjen Mycosphaerellaceae. Arten är reproducerande i Sverige. Inga underarter finns listade i Catalogue of Life.